# Спалення Москви (1571)
Кримський похід на Москву — похід кримського хана Девлет Ґерая на Москву навесні 1571 року з метою покарати царя Івана IV за несплату данини. Похід завершився спаленням Москви 3 червня 1571 року.

## Передумови походу
1473 року Іван III на Біблії присягнув Кримським Ґераям, що дозволило Московському царству в 1476 році відмовитися платити щорічну данину Великій Орді. З 1480 року Московія після протистояння з Великою Ордою звільнилась від постійної сплати данини татарським ханам. Надалі Московське царство провело ряд успішних захоплень земель на Сході. У середині XVI століття Московія почала також експансію на захід: у 1554—1557 роках тривала війна зі Швецією, 1558 року почалася Лівонська війна.
Упевнившись у своїх силах, 1556 і 1558 року Москва напала й на землі Кримського Ханства — московські війська вдерлися до Криму і спалили села й міста в Західному й Східному Криму, при цьому багато кримських татар потрапило в полон або було вбито. 1561 року московити «отримали грамоту константинопольського патріарха» (яка виявилась фальшивою), що стверджувала права Івана IV на царство. На 1563 рік відносини між Московським царством і Кримським ханством остаточно погіршилися.
У 1570 році, на піку опричнини, було розгромлено Новгород.

## Похід
Навесні 1571 Девлет Ґерай зібрав велике військо. Літопис, перебільшуючи його чисельність, називає 120 тисяч. Під Кромами кримське військо переправилося через Оку і в обхід Серпухова, де стояв з опричним військом Іван IV, рушило на Москву.
Не зустрівши серйозного опору, оскільки Іван Грозний утік на північ,  23 травня Девлет Ґерай підійшов до Москви. 24 травня татари пограбували та спалили московські посади й Земляне місто, після чого майбутню Красну площу ще довго називали «Пожар» (пожежа). 3 червня вогонь також перекинувся на Кремль: згоріли Опричний двір та палац царя, у пожежі загинув і поранений головнокомандувач московського війська князь Іван Більський.
Джером Горсей описав цю подію так: 
| «Коли ворог наблизився до великого пишного міста Москви, російський цар утік у день Вознесіння з двома синами, скарбами, двором, слугами й особистою охороною... до укріпленого Троїцького монастиря в 60 верстах. Ворог запалив високу дзвіницю святого Івана, але в цей час піднявся сильний вітер і вогонь, що поширився, протягом шести годин перетворив у попіл усі церкви, палати, побудовані майже цілком із сосни і дуба, як у місті, так і в окрузі на 30 верст. Усе перетворилося на попіл; протягом шести годин загинуло кілька тисяч чоловіків, жінок, дітей... Ріка й рови навколо Москви були загачені тисячами людей, навантажених золотом, сріблом, коштовностями, намистами, коралями, браслетами і скарбами, які намагалися врятуватися у воді, ледь висунувши поверх неї голови. Однак згоріло й потонуло так багато тисяч людей, що ріку не можна було очистити від трупів протягом дванадцяти наступних місяців... Ті, хто залишився в живих, і люди з інших міст і місць займалися щодня пошуками й виловлюванням на великому просторі кілець, коштовностей, судин, мішечків із золотом і сріблом. Багато так збагатилися. Вулиці міста, церкви, льохи й підвали були забиті померлими і задушеними до такого ступеня, що довго потім жодна людина не могла пройти через отруєне повітря й сморід.»[2]. |
Не маючи облогових машин, в оточені кам'яними стінами Кремль і Китай-город Девлет Ґерай не ввійшов.

## Наслідки
Внаслідок погрому Москви Іван IV змушений був клястися у вірності та знову платити данину кримському ханові, віддати йому Астрахань та заручників. Також Іван IV відмовився від титулів царя та спадкоємця Другого Риму (Константинополя)[джерело?].